# Église Saint-Pierre-de-Monestiers de Saint-Gauzens
L'église Saint-Pierre-de-Monestiers de Saint-Gauzens est une église catholique située à Saint-Gauzens, en France.

## Localisation
L'église est située dans le département français du Tarn, sur la commune de Saint-Gauzens.

## Historique
Le Portail a été classé au titre des monuments historiques en 1960.